# Pino Di Pietro
Pino di Pietro (Milano, 22 novembre 1969) è un musicista e compositore italiano.
È coarrangiatore di alcuni album di Ron, di Enrico Ruggeri, di Andrea Mirò e di altre importanti figure della musica autoriale italiana.

## Biografia
Pino Di Pietro nasce a Milano il 22 novembre 1969 e cresce a San Giuliano Milanese. Inizia a suonare da bambino studiando chitarra classica e successivamente pianoforte. A 18 anni inizia a collaborare con uno studio milanese e realizza le musiche per un video pubblicitario della Seleco, l'anno successivo inizia a collaborare con il Dj produttore Joe T. Vannelli in qualità di musicista compositore arrangiatore e con il quale realizza molte produzioni dance pop e pubblicitarie; la loro collaborazione è durata fino al 2011.
Nel 1993 realizza come arrangiatore l'album Come un animale dell'artista Tiziano Cavaliere.
Successivamente nel 1995 e 1996 va in tour con Ron. Nel 1997 collabora come tastierista programmatore insieme a Candelo Cabezas per la realizzazione dell'album omonimo del gruppo Quartiere Latino.
Sempre nel 1997 entra a far parte della band di Enrico Ruggeri e la loro collaborazione continuerà fino al 2006.
Con Ruggeri oltre a tour in Italia e all'estero, realizza in qualità di musicista e co-arrangiatore gli album L'isola dei tesori, L'uomo che vola, La Vie en Rouge, Gli occhi del musicista, Punk prima di te, Amore e guerra, Cuore muscoli e cervello.
Compone insieme ad Enrico Ruggeri la colonna sonora dello spettacolo teatrale Io sono il mare.
Sempre nello stesso periodo collabora con Andrea Mirò nei suoi album. Nel 2000 realizza l'album 70-00 di Ron, nel quale cantano anche Gianni Morandi, Lucio Dalla, Biagio Antonacci e Jackson Brown.
Ha composto la colonna sonora del film Poker Generation.
Nel 2000 suona nell'orchestra diretta dal maestro Beppe Vessicchio nella trasmissione Rai Una città per cantare, per festeggiare trent'anni di carriera di Ron. Nel 2003 dirige l'orchestra al Festival di Sanremo per la canzone Nessuno tocchi Caino di Enrico Ruggeri e Andrea Mirò.
Collabora con il giornalista scrittore Piero Del Giudice per il quale compone la colonna sonora del film sul club calcistico del Chievo e cura le musiche dello spettacolo teatrale L'ultima terra con testi di Piero Del Giudice e del poeta jugoslavo contemporaneo Abdulah Sidran.
Registra il brano Dulcis Maria di Roberto Bignoli, che vince due premi "Unity Awards" 2007 UCMVA "Grammy" della musica cristiana mondiale, che si tiene ogni anno negli Stati Uniti d'America.
Sempre nello stesso anno inizia a collaborare con Dodi Battaglia e Danilo Ballo come compositore scrivendo tre brani. Dal 2008 collabora con Gigi Vigliani.
Nel 2008 suona nel disco di Mietta Baciami adesso brano presentato al Festival di Sanremo 2008. 